# Ferdinand Filip av Orléans

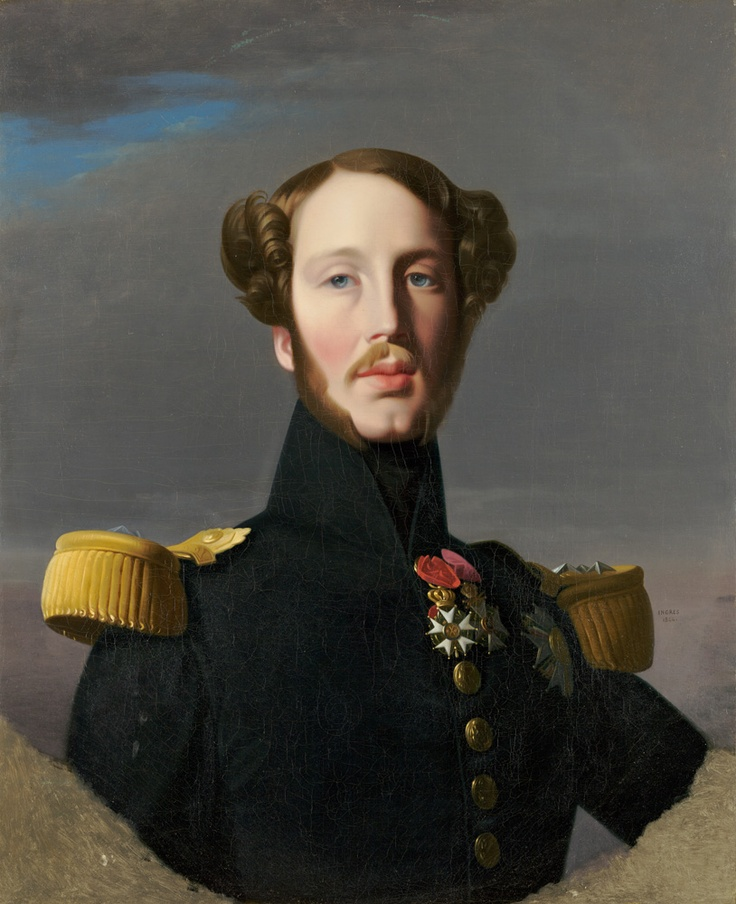
Ferdinand Filip av Orléans

Ferdinand Philippe Louis Charles Henri Joseph av Orléans, född 3 september 1810 i Palermo, död 13 juli 1842, var prins av Frankrike. Han var äldste son till den senare kungen Ludvig Filip I av Frankrike, som vid tillfället levde i exil, och prinsessan Marie Amelie av Bägge Sicilierna. 

## Biografi
När han föddes fick Ferdinand Filip titeln hertig av Chartres. År 1830 när hans far blev erbjuden Frankrikes tron av regeringen blev Ferdinand Filip hertig av Orléans.
Han gick in i armén och tjänstgjorde vid flera fälttåg i Algeriet och visade duglighet där. Han hyste även kulturella och estetiska intressen och åtnjöt stor popularitet.
Han gifte sig 1837 på slottet Fontainebleau med hertiginnan Helena Luise Elisabeth av Mecklenburg-Schwerin.
Helena Luisa Elisabeth avgudade sin make, men han blev bara 32 år gammal. Ferdinand Filip dog i en droskolycka i Sablonville i departementet Hauts-de-Seine. Han gravsattes i Chapelle Royale i Dreux i Eure-et-Loir.
Nästan 16 år senare dog Helena, den 17 maj 1858 i Richmond i England, dit flera medlemmar av den franska kungafamiljen hade fått fly efter revolten mot Ludvig Filip I av Frankrike och valet av Louis Napoleon Bonaparte som Frankrikes president. Eftersom Helena var protestant kunde hon inte begravas i samma grav som sin make. Istället byggdes en speciell ingång till hennes grav med ett fönster mellan hennes och hennes makes grav.

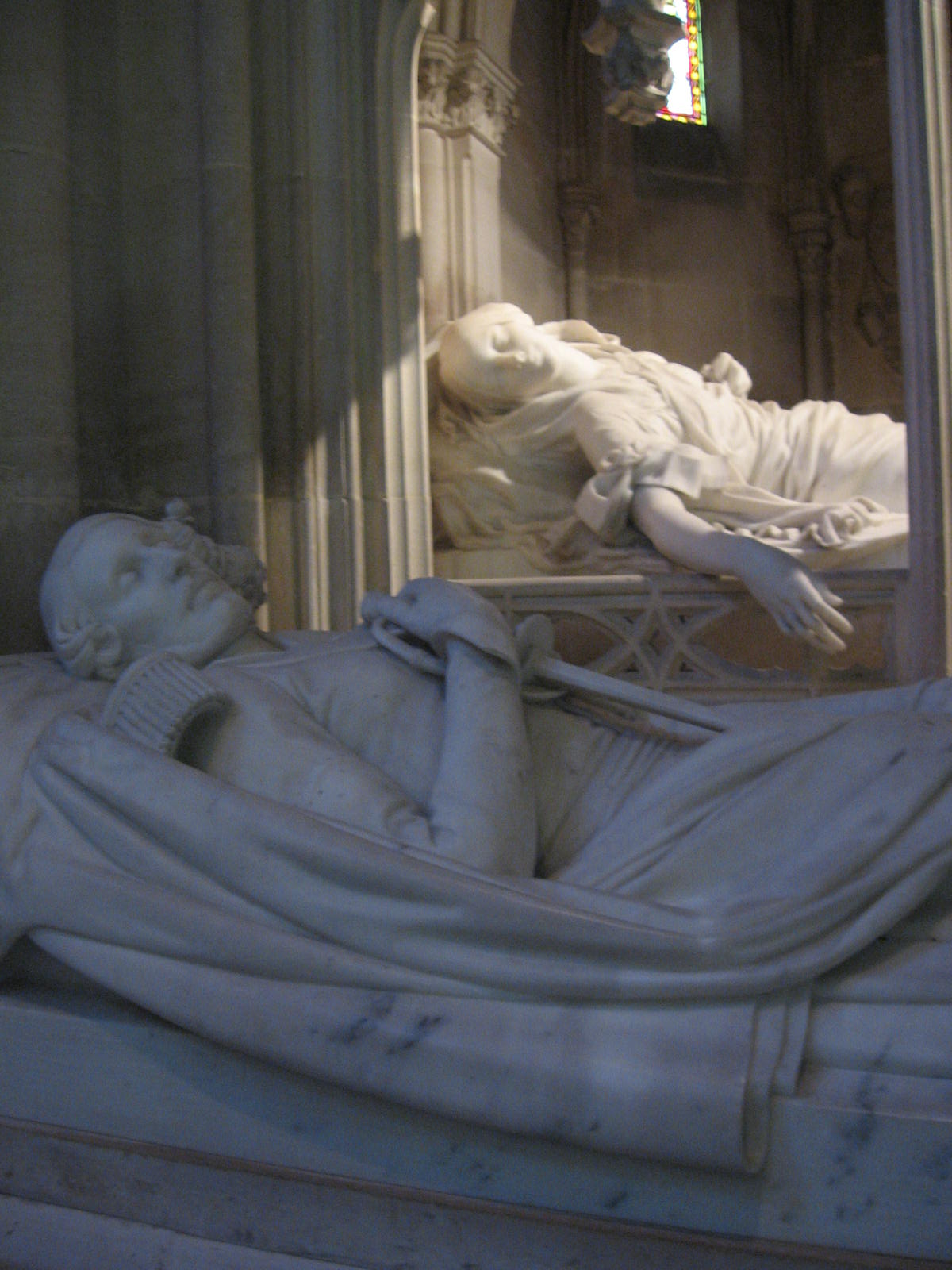
Ferdinand Filips och Helenas gravvårdar

## Barn
Ferdinand Filip och Helena fick två barn:
- Ludvig Filip, greve av Paris (1838–1894), gift med sin kusin Marie Isabelle av Orléans, prinsessa av Spanien (1848–1919).
- Robert, hertig av Chartres (1840–1910), gift med sin kusin Françoise av Orléans (1844–1925).